# Fasciculatie
Een fasciculatie is een kleine spiertrekking (spiercontractie), die geen beweging veroorzaakt in het gewricht dat door de spier bewogen wordt. Een voorbeeld is het spontaan trillen van de spiertjes rond het oog.
De spiertrekking gebeurt in een enkele motorische eenheid, dit zijn alle spiervezels die door een enkel motorisch axon geïnnerveerd worden. Een fasciculatie ontstaat ten gevolge van een spontane actiepotentiaal.

## Voorkomen
Iedereen maakt weleens fasciculaties mee, bijvoorbeeld als naschokken na intense spierarbeid. Deze schokjes ontstaan waarschijnlijk door microscopisch kleine beschadigingen aan de spier.

### Als ziekteverschijnsel
Het benigne fasciculatiesyndroom (BFS) is een goedaardige neurologische stoornis met als belangrijkste kenmerk spiertrekkingen in de ledematen. Deze fasciculaties kunnen zich overal in het lichaam voordoen, maar vinden vooral in de armen, benen en voeten plaats. Zodra de ledemaat waar de fasciculaties plaatsvinden bewogen wordt stoppen ze vrijwel meteen, maar beginnen weer zodra de spieren worden ontspannen. De spierstoornis kan als zeer belastend worden ervaren.
Bij amyotrofe laterale sclerose (ALS) zijn fasciculaties continu aanwezig, ze vallen vooral op in de tong en in de dijspieren. 
Fasciculaties treden op bij iedere ziekte die tot uitschakeling van de aansturing van spieren leidt. Ook als de oorzaak en oorsprong er van bekend is kan de aandoening niet behandeld of genezen worden. Soms verdwijnen de klachten spontaan. Wanneer de trekkingen vooral gelokaliseerd voorkomen, is het mogelijk dat het gaat om een compressieneuropathie of een compressieradiculopathie. Ook bij mensen die lijden aan bepaalde psychiatrische aandoeningen en/of bepaalde medicijnen gebruiken komen vaker fasciculatie-klachten voor.

## Myokymie
Een myokymie is een bijzondere vorm van fasciculatie, waarbij een secondelange spontane golfvormige beweging van de spier ontstaat. De oorzaak is hier dan ook een reeks spontane actiepotentialen.